# Lasek Luizy

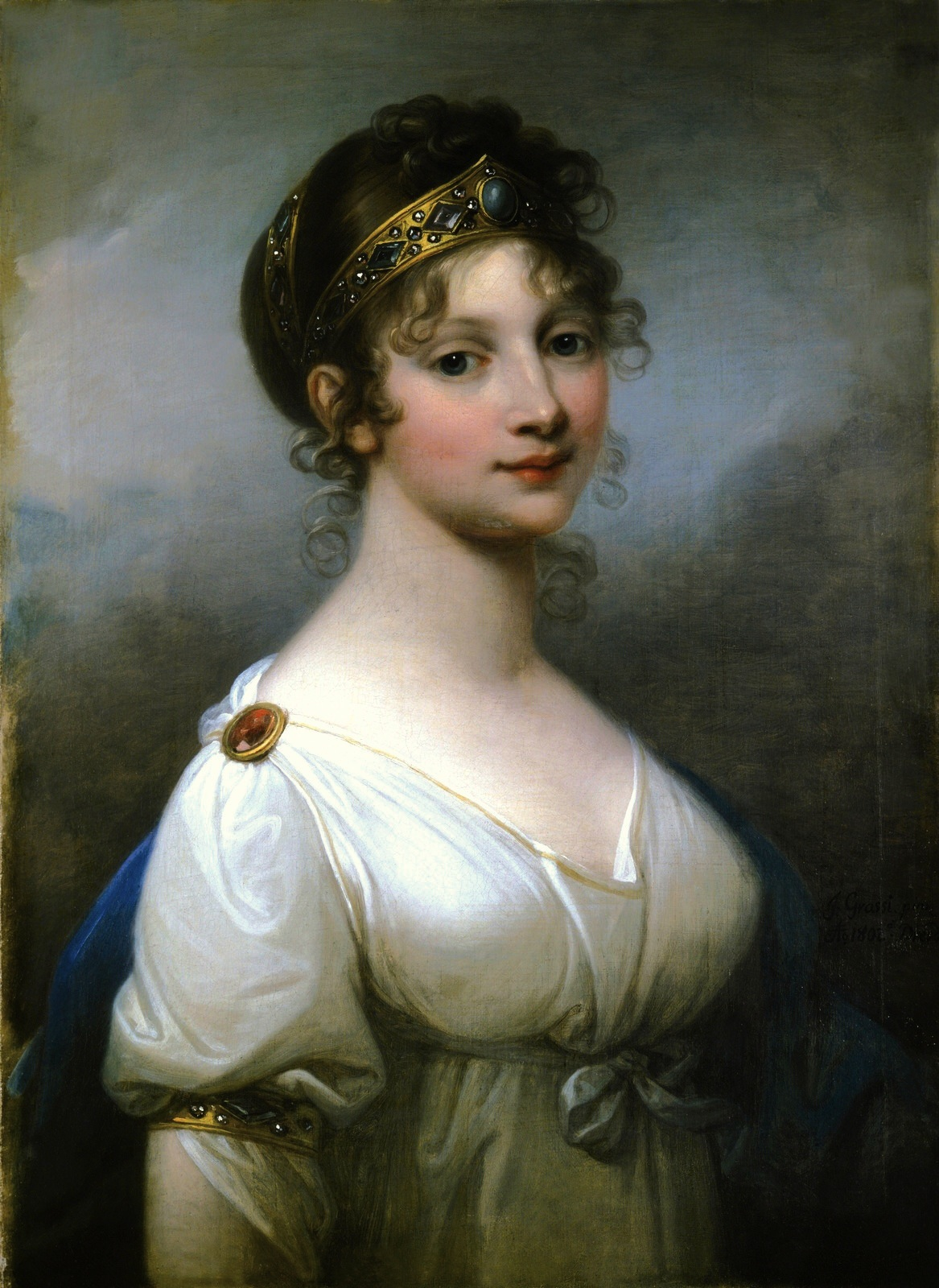
Królowa Luiza Pruska

Lasek Luizy - leśny park miejski zlokalizowany w Człuchowie, na terenach przy dawnym zamku krzyżackim. 
Początki założenia parkowego sięgają roku 1800, kiedy to założono pierwsze skwery na terenie półwyspu Kujawy, przy zamku (wcześniej, w 1792, przekopano odpływ z jeziora Miejskiego, co spowodowało obniżenie poziomu jego wód i ułatwienie dostępu na półwysep). W 1807 w Człuchowie zatrzymała się, podążająca do Tylży, królowa pruska - Luiza, której wyjątkowo spodobała się uroda dawnego półwyspu. W 1811 mieszkańcy nazwali półwysep Wzgórzem Luizy. W latach 20. XIX wieku powstało Stowarzyszenie Przyjaciół Przyrody, które miało jako jeden z głównych celów upiększanie parku. W 1826 tereny parkowe przeszły pod zarząd miejski. Od 1854 działało Towarzystwo Upiększania Miasta, które dokonywało dalszych inwestycji w tereny Lasku Luizy. W 1952 park oddano w zarząd Lasom Państwowym, a w 1991 przekazano gminie (nadal jako teren leśny). Od 2006 posiada ponownie status parku. W 2008 wpisano go do rejestru zabytków. Jest parkiem angielskim wyposażonym w małą architekturę - m.in. zegar słoneczny i altany.